# نینتا واد
نینتا واد (مجاری: Ninetta Vad؛ زادهٔ ۱۹۸۹) قایقران کانو زن اهل مجارستان است.
وی در مسابقات کشوری و بین‌المللی در مجموع برندهٔ ۶ مدال طلا، ۳ مدال نقره شده‌است.